# Tatul
Pour l’article homonyme, voir Tatul (Aragatsotn).
Tatul (en bulgare Татул) est un village de Bulgarie méridionale, dans l'oblast de Kărdžali, obština de Momčilgrad. Tatul est situé à 20 km au sud-est de Kărdžali et à 15 km à l'est de Momčilgrad, sur les contreforts des Rhodopes orientales. Les environs sont recouverts d'une forêt de feuillus de faible densité. La plupart des maisons du village sont construites en pierres de taille. Le village comptait 157 habitants en septembre 2008.
Le village de Tatul est administré par le maire du village voisin de Raven (370 habitants), situé 4 km plus à l'ouest.

## Histoire

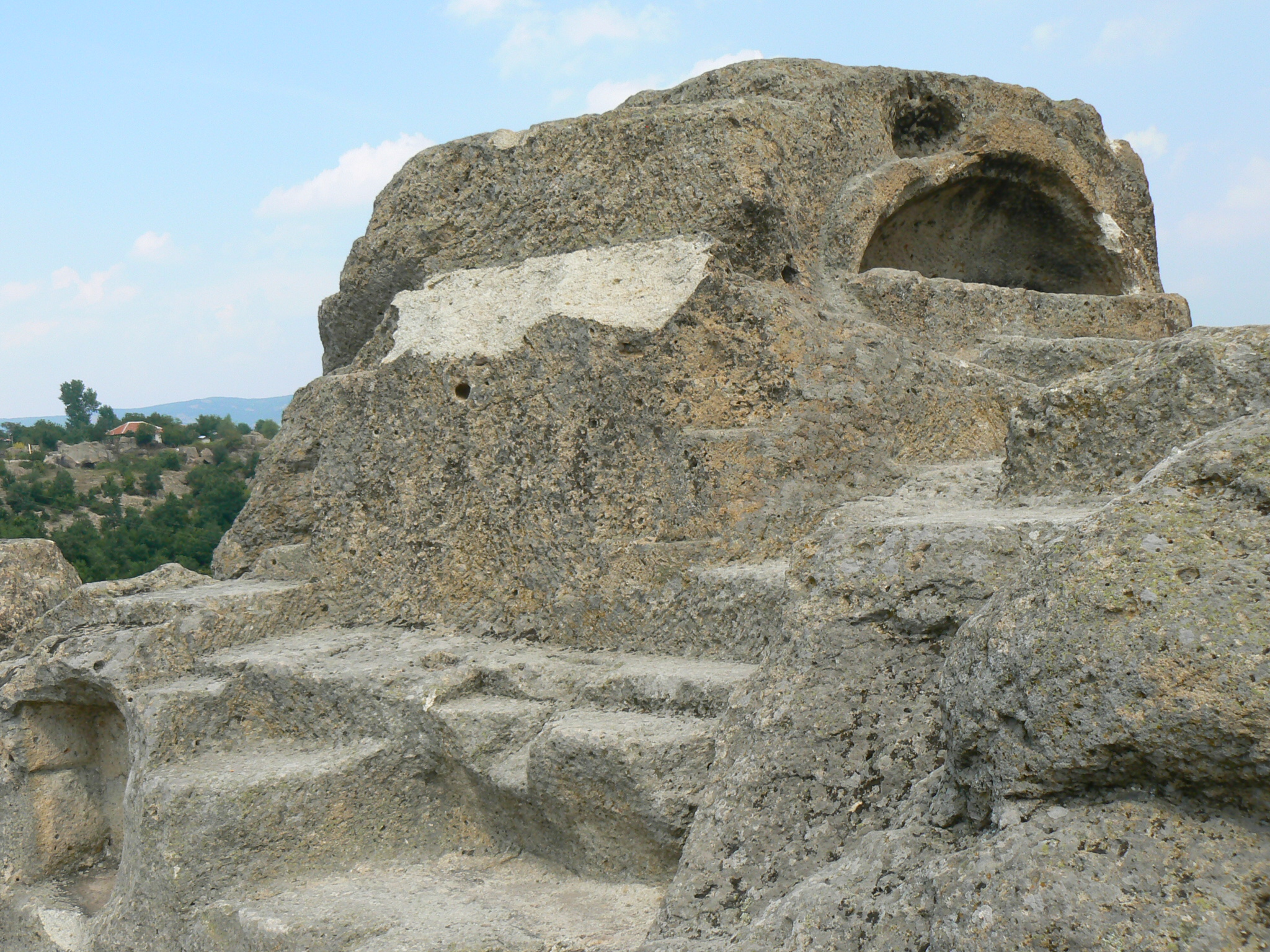
« Sanctuaire d'Orphée » près du village de Tatul

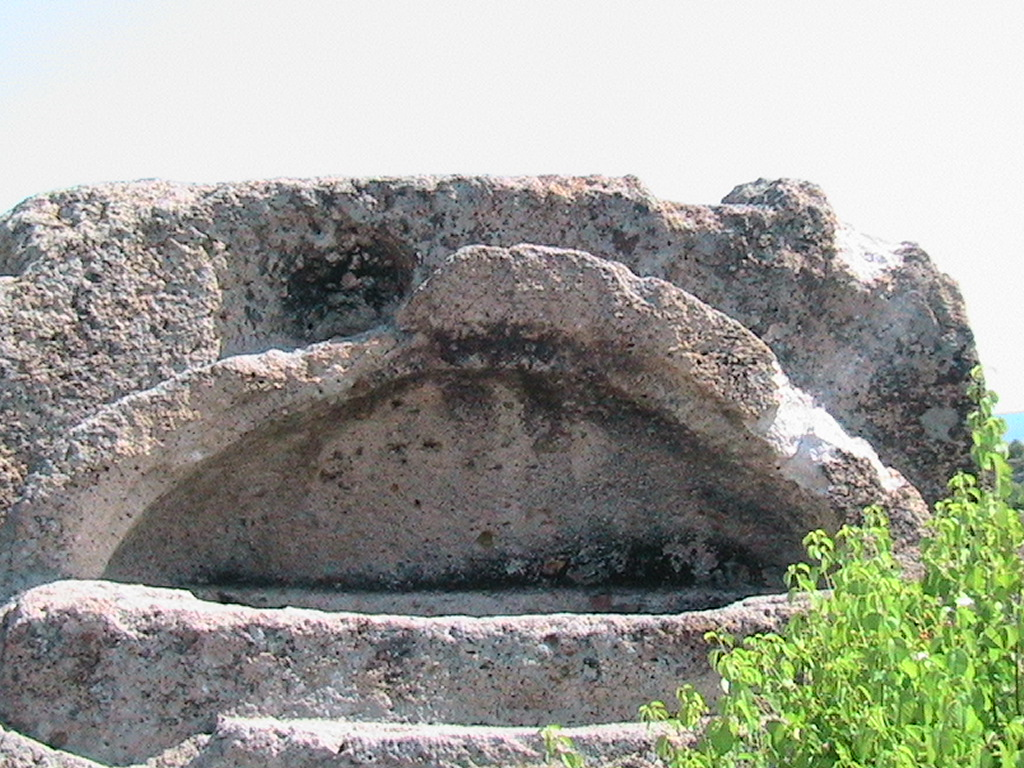
Sarcophage en pierre d'un souverain thrace

À un kilomètre du village se trouve une cuve creusée au sommet d'un affleurement rocheux, interprétée comme une sépulture, que d'aucuns considèrent comme la tombe du légendaire chanteur et musicien thrace Orphée. Cependant, on peut objecter à cette attribution qu'il n'est pas certain qu'Orphée ait été un personnage historique et qu'il s'agit peut-être d'un personnage exclusivement mythologique. De même, ce type de structures se retrouve sur une aire géographique relativement vaste, incluant le massif de l'Ismaros en Thrace égéenne (Askitai, Petrota, Deve-Kouvouk) et l'île de Thasos.
Le « sanctuaire d'Orphée » ne constitue qu'une partie d'un complexe mégalithique bien plus important, qui était le cadre d'une activité cultuelle. Au nord du sanctuaire se trouvent d'autres tombes et niches creusées dans le roc, qui avaient également une signification cultuelle : on y accomplissait des rites païens et, plus tard, ils furent également utilisés pour le culte chrétien.
On a découvert dans les environs des sculptures en pierre et des tombes datant de différentes époques, ainsi que des inscriptions antiques et médiévales.
Par sa taille, le complexe de Tatul est le deuxième de ce type dans les Rhodopes orientales, après le sanctuaire de pierre de Perperikon, situé environ 40 km au nord.

## Histoire des fouilles
Des archéologues bulgares découvrirent en 2000, à proximité immédiate du village, une tombe thrace située en surface, ainsi qu'un sanctuaire. Le directeur des fouilles, l'archéologue Nikolaj Ovčarov de l'Académie bulgare des sciences, considéra que ce site constitue un sanctuaire dont l'importance s'étendait à toute la région. De nouvelles trouvailles archéologiques permirent de dater la première fréquentation du site à 4000 av. J.-C. D'après Ovčarov, le lieu était le sanctuaire et la tombe d'un influent souverain thrace qui fut déifié après sa mort, bien que ces affirmations revêtent un caractère spéculatif. Il voit également un lien avec le culte orphique.
Les sources antiques ne décrivent que très rarement des rituels funéraires de tombes de surface, situées au sommet d'une éminence, alors qu'à l'inverse, les funérailles dans un tumulus y sont courantes. La tradition rapporte le premier mode d'inhumation dans le cas de deux personnalités seulement : Orphée et le roi thrace Rhésos, qui, selon l'Iliade, combattit aux côtés des Troyens.
Les archéologues ont mis au jour environ 30 autels en argile datés des XIXe – XVIIIe siècles av. J.-C., ainsi qu'une idole représentant une figure masculine nue, datant de l'âge du fer. Ces objets sont pour les archéologues un indice montrant que la fréquentation de ce site s'inscrit sur une longue durée (XIXe au XIIe siècle av. J.-C. environ). Dans la tombe creusée dans le roc, on a retrouvé en 2004 la racine d'un pied de vigne dont l'âge est estimé à 3000 ans. 
Entre le IVe et Ier siècle av. J.-C., un mur entourant la colline a été érigé. Peu de temps après, un temple fut construit. Le complexe religieux s'étendit donc peu à peu, et les activités religieuses, le culte du souverain supposé enterré à cet endroit, furent transférées à l'intérieur du temple.
Aux IIe et IVe siècles, plusieurs autres bâtiments furent ajoutés sur le site. La christianisation des Rhodopes à la fin du IVe siècle et au début du Ve siècle transforma le complexe en domaine féodal d'un noble local, qui y fit construire une tour défensive. Deux tremblements de terre, aux XIIe et XIVe siècles, endommagèrent le complexe.

## Tourisme
Peu après le début des fouilles, on commença à réaliser des travaux permettant la conservation du site et sa transformation en site touristique. L'infrastructure fut rénovée à cette occasion.